# SCRT2
SCRT2 (англ. Scratch family transcriptional repressor 2) – білок, який кодується однойменним геном, розташованим у людей на короткому плечі 20-ї хромосоми. Довжина поліпептидного ланцюга білка становить 307 амінокислот, а молекулярна маса — 32 584.
| 10         |  | 20         |  | 30         |  | 40         |  | 50         |
| ---------- |  | ---------- |  | ---------- |  | ---------- |  | ---------- |
| MPRSFLVKKI |  | KGDGFQCSGV |  | PAPTYHPLET |  | AYVLPGARGP |  | PGDNGYAPHR |
| LPPSSYDADQ |  | KPGLELAPAE |  | PAYPPAAPEE |  | YSDPESPQSS |  | LSARYFRGEA |
| AVTDSYSMDA |  | FFISDGRSRR |  | RRGGGGGDAG |  | GSGDAGGAGG |  | RAGRAGAQAG |
| GGHRHACAEC |  | GKTYATSSNL |  | SRHKQTHRSL |  | DSQLARKCPT |  | CGKAYVSMPA |
| LAMHLLTHNL |  | RHKCGVCGKA |  | FSRPWLLQGH |  | MRSHTGEKPF |  | GCAHCGKAFA |
| DRSNLRAHMQ |  | THSAFKHYRC |  | RQCDKSFALK |  | SYLHKHCEAA |  | CAKAAEPPPP |
| TPAGPAS    |  |            |  |            |  |            |  |            |

A: Аланін

C: Цистеїн

D: Аспарагінова кислота

E: Глутамінова кислота

F: Фенілаланін

G: Гліцин

H: Гістидин

I: Ізолейцин

K: Лізин

L: Лейцин

M: Метіонін

N: Аспарагін

P: Пролін

Q: Глутамін

R: Аргінін

S: Серин

T: Треонін

V: Валін

W: Триптофан

Задіяний у таких біологічних процесах, як транскрипція, регуляція транскрипції. 
Білок має сайт для зв'язування з іонами металів, іоном цинку, ДНК. 
Локалізований у ядрі.